# Castillo de los Moros (Cartagena)
El castillo de los Moros es un castillo construido en el siglo XVIII en lo que hoy es el barrio de Santa Lucía, dentro de la ciudad española de Cartagena (Región de Murcia). Fue declarado Bien de Interés Cultural el 7 de agosto de 1997.

## Historia
El castillo está situado en el cerro de los Moros, del que toma su nombre, y que con anterioridad a su fortificación había demostrado ser una posición estratégica para la defensa de la plaza, cuando durante la guerra de sucesión española fue utilizado por la artillería felipista del duque de Berwick para acabar con la resistencia austracista del castillo de la Concepción (1706).
La construcción fue proyectada por el ingeniero militar mirobrigense Juan Martín Cermeño en el contexto del proceso de mejora de estructuras militares en Cartagena en el reinado de Carlos III, y que venía motivado por el nombramiento en 1726 de la ciudad como capital del Departamento marítimo del Mediterráneo. Las obras fueron finalmente dirigidas por el croata Mateo Vodopich entre los años 1773 y 1778.
El castillo de los Moros fue cedido por el Ministerio de la Guerra al Ministerio de Hacienda el 19 de junio de 1921. En 1925, el alcalde Alfonso Torres López propuso ubicar en él la cárcel del partido judicial, pero terminó por desechar la idea en favor de un solar en San Antonio Abad. La posesión del fuerte pasaría definitivamente al Ayuntamiento de Cartagena el 24 de septiembre de 1929, sin que se le diera desde entonces ningún uso o cuidado, motivo por el cual su estado actualmente es de prolongado deterioro.
Así las cosas, en agosto de 2014 fue incluido en la Lista roja de patrimonio en peligro de la asociación Hispania Nostra, y en febrero de 2015 la asociación cultural El Pinacho planteó la constitución de una fundación con el objetivo de restaurar el monumento e integrarlo en el circuito turístico de Cartagena.

## Arquitectura

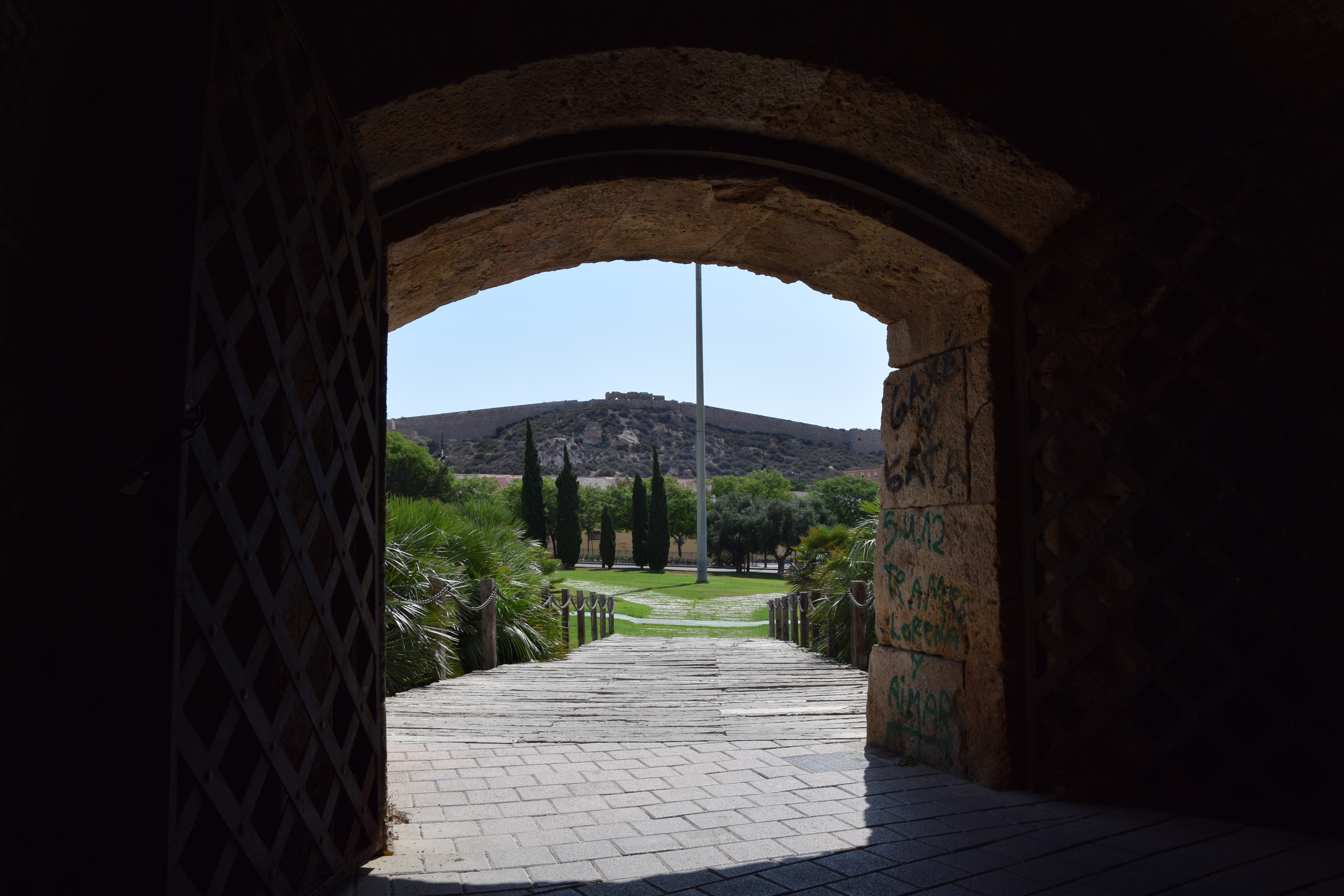
El castillo de los Moros desde la Puerta del Socorro, situada en la muralla de Carlos III.

El castillo se eleva a una altitud de 56 metros sobre el nivel del mar y fue edificado siguiendo los parámetros del neoclasicismo de la escuela española afrancesada. En muchas ocasiones ha sido referido como un hornabeque, si bien hay consenso en que se trata de una obra coronada.
El inmueble fue diseñado para proteger el frente abaluartado del Hospital de Marina y a la vez las Puertas de San José, una de las tres monumentales entradas a la ciudad, que se reducía al casco antiguo envuelto por las murallas de Carlos III.